# Le Boudoir (cabaret saphique)
Le Boudoir était une soirée-cabaret saphique bilingue montréalaise tenue annuellement de 1994 à 2006,,,. Initialement hébergée par le Lion d'Or, les spectacles étaient sous la direction de Miriam Ginestier, aussi responsable des soirées lesbiennes Meow Mix,,,.

## Contexte
Le Boudoir s'est institué dans le quartier qu'on nomma le Mile-End lesbien ou « l'autre Village gai » de Montréal, aux côtés du Royal Phoenix et de Notre-Dame-des-Quilles. En effet, le Plateau Mont-Royal s'est vu investi par les lesbiennes alors que le Village gai, sur Sainte-Catherine, était plutôt considéré comme un giron pour l'homosexualité masculine.
On y présentait des numéros de cabarets music-hall, des vaudevilles saphiques, des numéros burlesques, suivis de danses de clôture,,. Le Boudoir était réservé exclusivement aux communautés saphiques, les hommes voulant y entrer devaient obligatoirement être accompagnés d'une femme.
Le Boudoir était à la base un événement bénéfice du Festival Divers/Cité,, initié par une volonté d'inclure des événements dédiés aux lesbiennes au sein de sa programmation,.
En 2005, Le Boudoir déménage au Théâtre Corona, puis au Théâtre Le National l'année suivante, alors que l'événement culmine les 700 spectateurs durant ses dernières années d'activité,.